# Cnemaspis gigas
Cnemaspis gigas là một loài thằn lằn trong họ Gekkonidae. Loài này được Perret mô tả khoa học đầu tiên năm 1986.